# Willibert Krüger
Karl Willibert Krüger (* 25. August 1940; † 20. Juli 2019) war ein deutscher Unternehmer. Er war Gründer und bis 2012 geschäftsführender Gesellschafter der Krüger-Gruppe.

## Leben
Nach der Schule machte Willibert Krüger zunächst eine Lehre als Import-, Export- und Speditionskaufmann. Danach entschied er sich für ein Betriebswirtschaftsstudium in Köln. Ab 1964 arbeitete er im elterlichen Großhandel. Im Jahr 1971 gründete er dort in einem Anbau die Instant-Produktion. Dies war das Gründungsjahr der Krüger-Gruppe. Willibert Krüger startete mit zwölf Mitarbeitern seine eigene Unternehmung.

## Verdienste
Willibert Krüger, Ehrenbürger von Bergisch Gladbach, wurde 2011 das Verdienstkreuz 1. Klasse der Bundesrepublik Deutschland verliehen. Gewürdigt wurde insbesondere sein soziales und ehrenamtliches Engagement in seiner Heimatstadt,   als langjähriger Hauptsponsor des SV Bergisch Gladbach 09,  Kuratoriumsmitglied der Bürgerschaft,   ehrenamtlicher Handelsrichter am Landgericht Köln und als Unterstützer für Kinder aus sozial schwachen Familien. So konnte der Verein Die Arche – Christliches Kinder- und Jugendwerk dank Krügers Unterstützung von 1 Million Euro eine weitere Einrichtung für 120 Kinder in Köln eröffnen. Am 6. November 2015 wurde Krüger mit dem Goldenen Zuckerhut der Lebensmittel Zeitung ausgezeichnet.
Willibert Krüger war Vizepräsident der Industrie- und Handelskammer zu Köln, Vorsitzender des IHK-Außenwirtschaftsausschusses, Vorsitzender der Beratenden Versammlung Rhein-Berg der IHK,Vorsitzender des IHK-Wirtschaftsgremiums Bergisch Gladbach und Mitglied des Gründungsbeirats der Fachhochschule der Wirtschaft in Bergisch Gladbach.